# Trophée des champions 2019 (handball)
Navigation
Trophée des champions 2018 Trophée des champions 2022
Le Trophée des champions 2019 est la dixième édition du Trophée des champions, compétition française de handball organisée par la Ligue nationale de handball. La compétition est organisée dans Palais des sports de Beaublanc de Limoges et se déroule le 31 août 2019.
Une nouvelle formule a été mise en place par la Ligue nationale de handball : une seule rencontre oppose désormais le champion de France et le vainqueur de la Coupe de la Ligue ou, à défaut, le deuxième du championnat.

## Équipes engagées
Deux équipes participent à cette compétition :
- le Paris Saint-Germain Handball, champion de France et vainqueur de la coupe de la Ligue ;
- le Montpellier Handball, deuxième du championnat de France.

## Résultat
| 31 août 2019 18h00 | Paris Saint-Germain Handball | 34 - 27   | Montpellier Handball     | Palais des sports de Beaublanc, Limoges |
| 31 août 2019 18h00 | Mikkel Hansen 11 buts        | (19 - 15) | Melvyn Richardson 8 buts | Palais des sports de Beaublanc, Limoges |
| 31 août 2019 18h00 | ×3                           | Rapport   | ×3                       | Palais des sports de Beaublanc, Limoges |